# Sigward Pettersson
Karl Sigward Pettersson, född 22 februari 1917 i Häverö församling i Stockholms län, död 6 november 1975 i Hägerstens församling i Stockholm, var en svensk målare, tecknare och typograf.
Han var son till konduktören Karl Emil Pettersson och Karin Sofia Eriksson samt från 1946 gift med Kerstin Birgitta Nygren. Han studerade konst vid Reybekiels konstskola 1950–1952 och vid Académie Libre 1953–1955 samt vid Académie de la Grande Chaumière i Paris 1955. Separat ställde han ut hos Nordisk rotogravyr i Solna 1957 och han medverkade i Nationalmuseums Unga tecknare 1951 och utställningen Svart och vitt på Konstakademien 1955 samt utställningen Nio tecknare på Galleri Brinken i Stockholm. Han deltog i Sveriges allmänna konstförenings vårsalonger på Liljevalchs konsthall några gånger. Hans konst består av figurer, stilleben och landskapsskildringar utförda i olja, tempera eller akvarell samt teckningar i kol, blyerts eller tusch.